# La Quina
La Quina è un sito archeologico del Paleolitico medio e primo superiore, vicino al paese di Gardes-le-Pontaroux nella Nuova Acquitania, scoperto nel 1872 e classificato come monumento storico francese nel 1984, dove sono stati ritrovati reperti riferibili a 27 individui neandertaliani.
Il sito ha dato il nome ad una delle fasi in cui viene suddiviso il paleolitico medio.